# Lachenalia bulbifera
Lachenalia bulbifera, syn. L. pendula,  là một loài thực vật có hoa trong họ Măng tây, có nguồn gốc từ Western Cape của Nam Phi. Đây là một loại cây lâu năm thân hành phát triển cao tới 5 cm (2 in). Loài này được (Cirillo) Engl. mô tả khoa học đầu tiên năm 1899.

## Hình ảnh

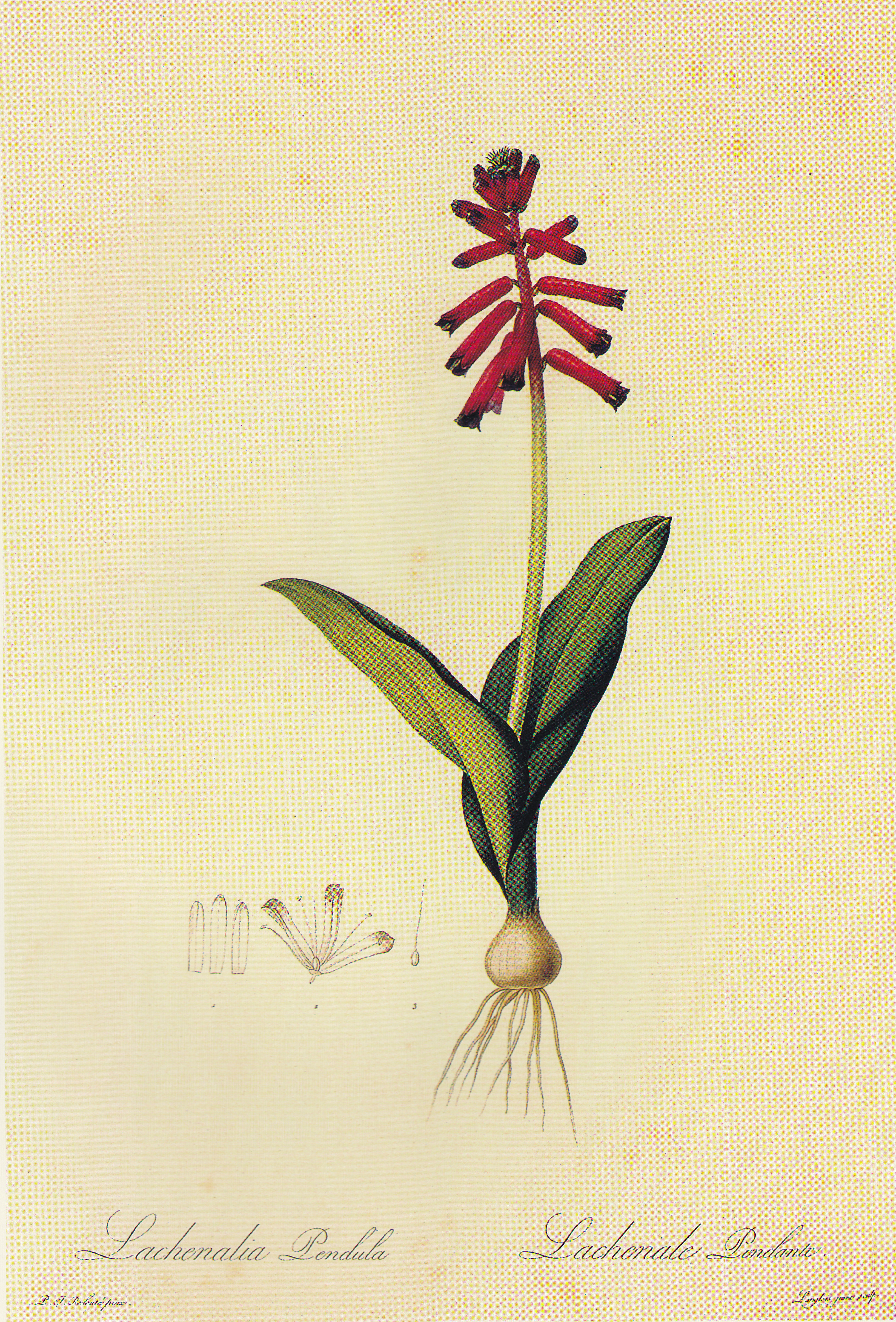